# Bogdan Pirc
Bogdan Pirc, slovenski nogometaš, * 26. oktober 1942, † 2004.
Pirc je bil dolgoletni nogometaš NK Maribor, igral je tudi za NK Ljubljana, za katero je v sezoni 1960/61 dosegel 26 golov in bil prvi strelec republiške lige. Štiri sezone zapored je bil najboljši strelec Maribora v drugi jugoslovanski ligi, med sezonami 1961/62 in 1964/65, ko je dosegel osem, sedemnajst, štirinajst in enajsto golov v sezoni. Skupno je za Maribor med letoma 1961 in 1969 odigral 142 tekem in dosegel 70 golov.